# Pelargir
Pelargir (sin. Port królewskich statków, Dziedzina okrętów królewskich; dosł. Ogrodzenie królewskich statków) – miasto portowe ze stworzonej przez J.R.R. Tolkiena mitologii Śródziemia. Wspominają o nim bohaterowie Władcy Pierścieni. Informacje na temat historii tego miasta można znaleźć w Dodatkach do trzeciego tomu powieści oraz w Silmarillionie. Pelargir jest zaznaczony i podpisany na mapach Śródziemia dołączonych do Władcy Pierścieni.
Było miasto portowe w Gondorze, położone nad Ethir Anduin, w miejscu, gdzie Sirith wpada do Anduiny.

## Historia
Pelargir był jednym z najstarszych ośrodków miejskich w Gondorze, założony w 2350 roku Drugiej Ery przez Númenorejczyków. Był główną przystanią Wiernych w Śródziemiu i wielu z nich tam się osiedliło. Po Upadku Númenoru w 3319 roku DE właśnie tam wylądował Elendil z synami: Isildurem i Anárionem. Miasto weszło w skład Południowego Królestwa, po założeniu Królestw na Wygnaniu (Arnoru i Gondoru) w 3320 roku DE.
Król Eärnil I odbudował przystań przed 933 rokiem Trzeciej Ery, kiedy poprowadził zwycięską ofensywę na Umbar. Od tamtej pory Pelargir był głównym portem Gondoru oraz bazą w morskich wyprawach Królów Żeglarzy. Podczas Waśni Rodzinnej był to najważniejszy ośrodek popierający Castamira Samozwańca, przez co w 1447 roku TE król Eldacar oblegał to miasto. W 1634 TE roku złupili je Korsarze z Umbaru i zabili króla Minardila.
Za rządów Namiestników Pelargir był głównym ośrodkiem prowincji Lebennin, choć jego portowe znaczenie zmalało, ze względu na osłabienie Gondoru.
Podczas Wojny o Pierścień Korsarze zdobyli miasto, lecz zostało ono wyzwolone przez Aragorna II i Armię Umarłych (13 marca 3019 roku).